# Apartma (film)
Apartma (angleško The Apartment) je ameriški romantično komični film iz leta 1960, ki ga je režiral in produciral Billy Wilder ter zanj tudi napisal scenarij skupaj z I. A. L. Diamondom. V glavnih vlogah nastopata Jack Lemmon in Shirley MacLaine, v stranskih vlogah pa Fred MacMurray, Ray Walston, Jack Kruschen, David Lewis, Willard Waterman, David White, Hope Holiday in Edie Adams. Zgodba prikazuje zavarovalniškega referenta Buda (Lemmon), ki v upanju po napredovanju na delovnem mestu dovoli nadrejenim uporabo svojega apartmaja na Upper West Side za zunajzakonske afere. Buda privlači operaterka dvigala Fran Kubelik (MacLaine), ki se dobiva z njegovim nadrejenim Sheldrakom (MacMurray).
Film je bil premierno prikazan 30. junija 1960 v distribuciji United Artists in se izkazal za uspešnico z več kot 24 milijoni USD prihodkov ob 3-milijonskem proračunu. Naletel je tudi na dobre ocene kritikov. Na 33. podelitvi je bil nominiran za oskarja v desetih kategorijah, osvojil pa nagrade za najboljši film, režijo, izvirni scenarij, montažo in scenografijo. Nominiran je bil tudi za štiri zlate globuse, od katerih je bil nagrajen za najboljši glasbeni ali komični film ter najboljšega igralca (Lemmon) in igralko (MacLaine) v glasbenem ali komičnem filmu, ter osvojil tri nagrade BAFTA, tudi za najboljši film. Ameriški filmski inštitut ga je leta 2007 uvrstil na osemdeseto mesto stotih najboljših ameriških filmov in leta 2000 na dvajseto mesto stotih najboljših ameriških komičnih filmov. Leta 1994 ga je ameriška Kongresna knjižnica izbrala za ohranitev v okviru Narodnega filmskega registra zavoljo njegove »kulturne, zgodovinske ali estetske vrednosti«.

## Vloge
- Jack Lemmon kot Calvin Clifford (C. C.) »Bud« Baxter
- Shirley MacLaine kot Fran Kubelik
- Fred MacMurray kot Jeff D. Sheldrake
- Ray Walston kot Joe Dobisch
- Jack Kruschen kot dr. Dreyfuss
- David Lewis kot Al Kirkeby
- Edie Adams kot gospodična Olsen
- Hope Holiday kot ga. Margie MacDougall
- Joan Shawlee kot Sylvia
- Naomi Stevens kot ga. Mildred Dreyfuss
- Johnny Seven kot Karl Matuschka
- Joyce Jameson kot blondinka v baru
- Hal Smith kot dedek Mraz v baru
- Willard Waterman kot g. Vanderhoff
- David White kot g. Eichelberger